# 470-й методико-кинологический центр
470-й учебный ордена Красной Звезды центр служебного собаководства Вооружённых Сил Российской Федерации, в/ч 32516 — старейший центр служебного собаководства на территории Российской Федерации. Расположен в деревне Княжево Дмитровского городского округа Московской области. В состав центра входит племенной питомник «Красная Звезда».
24 августа 1924 года был подписан приказ о создании в Москве недалеко от Кусково при высшей стрелковой тактической школе «Выстрел» школы-питомника служебного собаководства. В 1926 питомник был выведен из состава «Выстрела» и переформирован в Центральную школу военных и спортивных собак. В 1928 году она была реорганизована в Центральную школу военного собаководства. В 1941 году школа вновь сменила название и стала Центральной военно-технической школой собаководства. Организация готовила собак и проводников по специальностям караульной, разыскной, санитарной, сторожевой, противотанковой, минно-разыскной, ездово-нартовой, авиасигнальной, диверсионной служб, службы связи и химразведки.
В период Великой Отечественной войны в школе подготовлены почти 16 тысяч вожатых, более шести тысяч офицеров и сержантов. Сформированы два отдельных полка, шесть отдельных батальонов, 28 отдельных рот и взводов. Обучены более 33 тысяч собак. 3 ноября 1944 года школа была награждена орденом Красной Звезды.

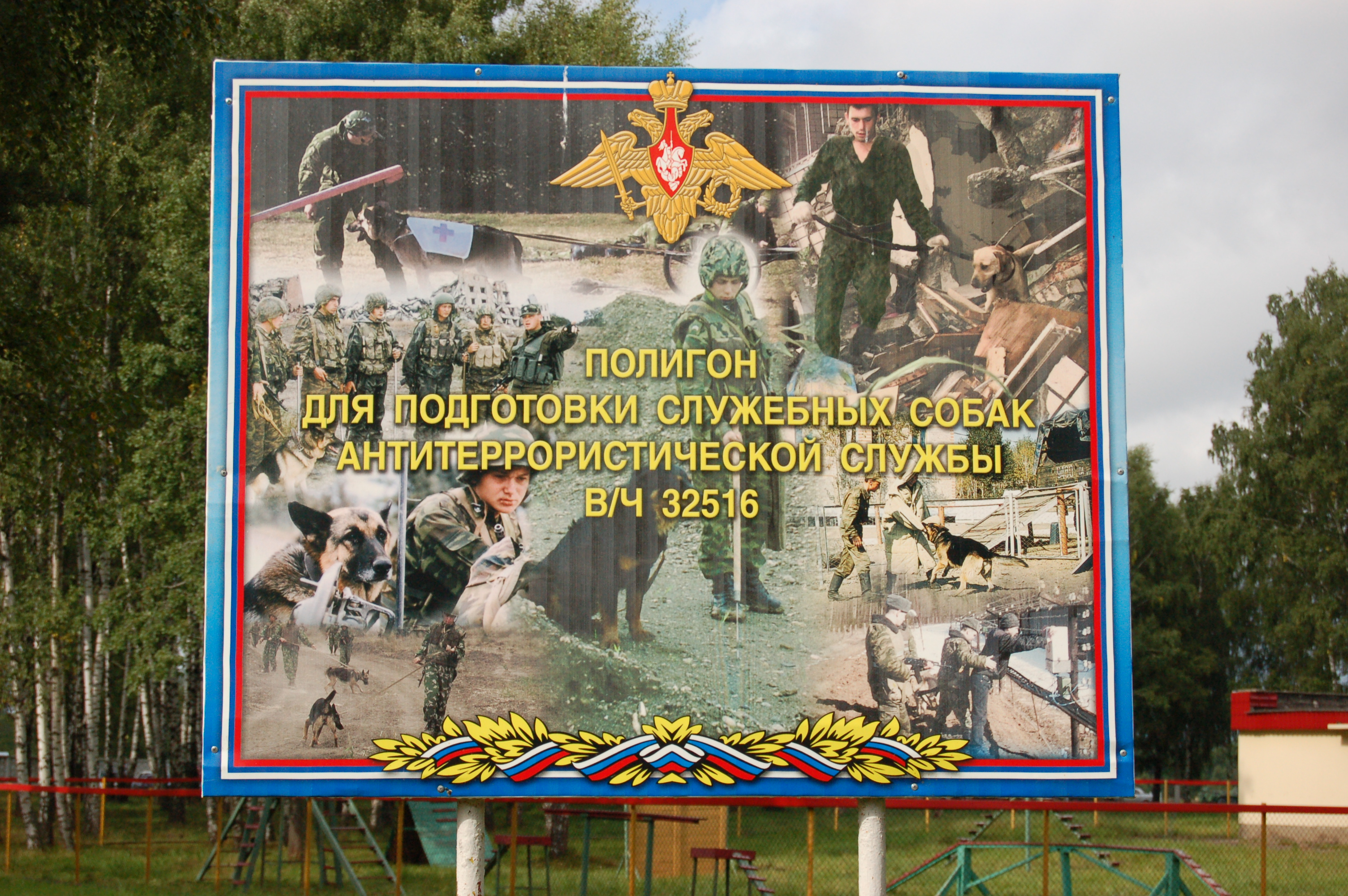

После войны в питомнике центра на базе трофейных собак разных пород выведены новые породы служебных собак, в том числе московская сторожевая, московский водолаз, русский чёрный терьер. В питомнике работали профессор-генетик Н. А. Ильин, генерал-майор Г. П. Медведев, А. П. Мазовер, Н. И. Бортников и другие специалисты.
В 1954 году школа была названа Центральной ордена Красной Звезды школой военного собаководства. В 1960 году она была переведена в деревню Княжево. Затем школа снова меняла название: в 1985 году — на «4-я Центральная школа младших специалистов служебного собаководства» и в 1994 году — на «470-й ордена Красной Звезды методико-кинологический центр служебного собаководства».